# 9342 Керіґрант
9342 Керіґрант (9342 Carygrant) — астероїд головного поясу, відкритий 6 серпня 1991 року.
Тіссеранів параметр щодо Юпітера — 3,575.